# Yashwant Vithoba Chittal

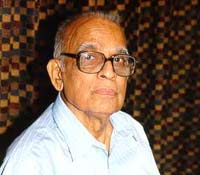
Yashwant Chittal.

Yashwant Vithoba Chittal (3 de agosto de 1928 - 23 de marzo de 2014), fue uno de los principales escritores de ficción en idioma canarés, ganador del premio de la Academia por su obra Purusottama.
Nació en Hanehalli, en el distrito de Uttara Kamnada. Terminó su educación primaria en la escuela de su aldea y la escuela secundaria de la Escuela Secundaria Gibbs, en Kumta (1944). Aunque estudió ciencia y tecnología y posteriormente desarrolló una carrera en el campo de la tecnología,, ejerció simultáneamente la literatura.

## Libros selectos
- ommiy hullu hore (1949 - su primera novela)
- Muru darigalu (adaptada al cine en canarés)
- Sikari.
- Purusottama[5] Colección de trece relatos, traducida al inglés con el título The boy who talked to trees (El chico que hablaba a los árboles)
- Aata.
- Kateyadalu hudugi[6] (¡¡La chica que se convirtió en un relato), una de las narraciones del libro The Boy who Talked to Trees (libro) - Premio Sahitya Akademi.
- Kendra Vrittanta.
- Sahityada sapta dhatugalu.
- The Boy Who Talked to Trees[7] Traducido del kannada por Sharma (Penguin Books)
- Puttana Hejje Konodilla[8]
- Digambara (escritura)